# Кремненська сільська рада
Кремненська сільська рада (Крем'янська сільська рада) — колишня адміністративно-територіальна одиниця та орган місцевого самоврядування у Лугинському й Олевському районах Житомирської області Української РСР та України з адміністративним центром у с. Кремне.

## Населені пункти
Сільській раді були підпорядковані населені пункти:
- с. Кремне
- с. Леонівка

## Населення
Відповідно до результатів перепису населення СРСР, кількість населення ради, станом на 12 січня 1989 року, становила 1 517 осіб.
Станом на 5 грудня 2001 року, відповідно до перепису населення України, кількість мешканців сільської ради становила 1 168 осіб.

## Склад ради
Рада складалася з 16 депутатів та голови.

### Керівний склад сільської ради
| ПІБ                         | Основні відомості                                                 | Дата обрання | Дата звільнення |
| --------------------------- | ----------------------------------------------------------------- | ------------ | --------------- |
| Заріцький Валерій Йосипович | Сільський голова, 1955 року народження, освіта, безпартійний      | 26.03.2006   | 31.10.2010      |
| Зарицький Валерій Йосипович | Сільський голова, 1971 року народження, освіта вища, безпартійний | 31.10.2010   |                 |

Примітка: таблиця складена за даними джерела

## Історія
Створена 1941 року в складі с. Кремне та хуторів Мовхов і Покупателі Колоцької сільської ради Лугинського району Житомирської області.
Станом на 1 вересня 1946 року сільська рада входила до складу Лугинського району Житомирської області, на обліку в раді перебували села Кремне і Леонівка, хутори Мовхов та Покупателі не перебували на обліку населених пунктів.
На 1 січня 1972 року сільська рада входила до складу Лугинського району Житомирської області, на обліку в раді перебували села Кремне і Леонівка.
Виключена з облікових даних 9 червня 2017 року через приєднання до складу Лугинської селищної територіальної громади Лугинського району Житомирської області.
Входила до складу Лугинського (1941 р., 4.01.1965 р.) та Олевського (30.12.1962 р.) районів.